# طواف إسبانيا 2013
طواف إسبانيا 2013 النسخة الـ 68 من طواف إسبانيا، هو سباق دراجات جرى في إسبانيا وبدأ في منطقة غاليسيا بتاريخ 24 أكتوبر 2013 واستمر في المنطقة لمدة خمسة أيام ثم انتقل السباق ليمر بمنطقة قشتالة وليون، منطقة إكستريمادورا، منطقة أندلوسيا، منطقة أراغون، منطقة كتالونيا، منطقة لا ريوخا، منطقة كانتابريا ومنطقة أستورياس ليصل إلى مدريد وينتهي السباق. فاز به الأمريكي كريس هورنر وجاء ثانيا الإيطالي فينتشينزو نيبالي بينما حل ثالثا الإسباني أليخاندرو بالبيردي.

## الترتيب العام
| المركز | الدرّاج             | البلد   | الزمن         |
| ------ | ------------------ | ------- | ------------- |
| الأول  | كريس هورنر         | أمريكا  | 84 س 36 د 4 ث |
| الثاني | فينتشينزو نيبالي   | إيطاليا |               |
| الثالث | أليخاندرو بالبيردي | إسبانيا |               |